# Eduard de Borbó
Eduard de Borbó   (Madrid, 4 d'abril de 1826 - Madrid, 22 d'octubre de 1830) va ser un infant d'Espanya, mort en la infantesa.
Va néixer a Madrid el 4 d'abril de 1826 a les 11:20, tercer fill dels infants Francesc de Paula i Lluïsa Carlota de Borbó. Amb motiu del seu naixement es va cantar un tedèum solemne a la capella reial. Va ostentar el títol d'infant d'Espanya mercès del Reial Decret del seu oncle, el rei Ferran VII, pel qual va atorgar el títol d'infant a tots els fills de l'infant Francesc de Paula. Va ser nomenat cavaller del Toisó d'Or i Gran Creu de l'Orde de Carles III després del seu bateig, el 13 d'abril de 1826. Va  morir a Madrid el 22 d'octubre de 1830, poc després de complir els quatre anys. Després d'exposar-se el seu cos al Palau Reial fins a la matinada de l'endemà, el seu cos va ser conduït i va ser enterrat al Panteó dels Infants del monestir de San Lorenzo de El Escorial.